# 甄淑賢
甄淑賢（英語：Bonnie Yan，1970年10月8日—），為香港女警員，曾經為香港電台電視部節目《警訊》主持。
甄淑賢在香港出生長大，祖籍廣東省開平市。她曾就讀天主教伍華小學以及文理書院（九龍）。1996年7月，25歲的她加入政府飛行服務隊。
2007年加入警隊前，為私營機構秘書，之後在跑馬地警署和柴灣警署進行軍裝巡邏小隊和報案室工作，空餘時期喜歡繪畫、學習小結他， 此外，甄督察是虔誠基督徒，恒常也會參加教會活動。
到了2013年9月27日，她和前主持人劉家業（直至2015年11月7日調任總督察）為主持《警訊》節目。她指出，她沒有拍攝經驗，要經常記稿和配合拍攝而調位，因此需要能得到上級及同事支持，也就是第一次出任主持上述節目。
直到了2017年3月25日，因應她在《警訊》主持已經參與較長時間，她在《警訊》主持已有三年半多時間。因此，《警訊》主持人甄淑賢改由梁皓妤擔任。梁皓妤到2017年4月1日才能開始主持《警訊》。而她其後就離開《警訊》主持，並到警隊新工作環境上班。
注： 甄淑賢警員和梁皓妤警員都不再主持《警訊》節目。

## 外部連結
- 甄淑賢 Bonnie Yan-新浪微博